# (121313) Tamsin
(121313) Tamsin est un astéroïde de la ceinture principale.

## Description
(121313) Tamsin est un astéroïde de la ceinture principale. Il fut découvert le 8 septembre 1999 à Uccle par Thierry Pauwels. Il présente une orbite caractérisée par un demi-grand axe de 2,65 UA, une excentricité de 0,08 et une inclinaison de 1,1° par rapport à l'écliptique.

## Compléments